# Zadní Chodov
Zadní Chodov é uma comuna checa localizada na região de Plzeň, distrito de Tachov.